# Саллі Кіп'єго
Саллі Кіп'єго  (англ. Sally Jepkosgei Kipyego, 19 грудня 1985) — кенійська легкоатлетка, олімпійська медалістка.

## Виступи на Олімпіадах
| Олімпіада   | Дисципліна           | Місце |
| ----------- | -------------------- | ----- |
| Лондон 2012 | біг на 5000 метрів   | 4     |
| Лондон 2012 | біг на 10 000 метрів | 2     |

## Зовнішні посилання
- Досьє на sport.references.com [Архівовано 14 серпня 2012 у Wayback Machine.]

1. 1 2 3 4 5 6 7 8 9 10 11 12 13 14  World Athletics database